# Albert Denis
Pour les articles homonymes, voir Denis.
Prosper Victor Paul Albert Denis est un homme politique français né le 12 janvier 1866 à Charmes-sur-Moselle (Vosges) et décédé le 20 janvier 1931 à Meudon (Hauts-de-Seine).

## Biographie
Né d'un père juge de paix à Charmes puis à Sarrebourg, président du tribunal de Toul et conseiller général de Gerbéviller de 1871 à 1907, et petit-fils d'un médecin de Toul, membre de l'Académie de médecine, Albert Denis rentre au collège de Toul puis à la faculté de droit de Nancy puis devient avocat en 1888 à Nancy. Il devient conseiller municipal de Toul en 1892, conseiller d'arrondissement en 1895, conseiller général du canton de Toul-Sud en 1898, dont il devient le vice-président, puis maire de Toul en 1898. Dans le même temps, il préside le comice agricole de Toul ainsi que de nombreux conseils d'administration touloises. Il fait aussi partie de plusieurs sociétés savantes et publie des ouvrages historiques dont plusieurs sur l'histoire de Toul, et littéraires, dont un sur la sorcellerie à Toul. Il tente d'entrer au Sénat en 1906 sans succès avant de se présenter en 1911 à un scrutin partiel après le passage au Sénat de Gustave Chapuis où il se fait élire de Meurthe-et-Moselle avec le soutien du « Comité républicain démocratique » qui provient de l'Alliance républicaine démocratique. Il s'inscrit au groupe de la Gauche radicale. Il est réélu maire de Toul lors des élections municipales de 1912, il se présente aux élections législatives françaises de 1914. Battu dès le premier tour, il démissionne de son poste de maire, avec son premier adjoint et huit conseillers municipaux.
Il participe à la Première Guerre mondiale en tant que capitaine d'infanterie territoriale. Après la guerre, Albert Denis se présente aux élections sénatoriales de 1920. Arrivé troisième au premier tour, il se maintient contre Gustave Chapuis, son ancien allié, et contre Henri Michaut, candidat de la droite. À l'issue du second tour, Denis donne son soutien à Michaut, qui est élu au troisième tour.
Albert Denis se représente pour la mairie de Toul aux élections municipales de 1925, sur une liste républicaine-démocrate commune avec Charles Fringant. Gagnant, il démissionne de son poste de maire en 1929 mais reste au conseil municipal jusqu'en 1931. Il garde son siège au conseil général jusqu'à sa mort[réf. souhaitée].
Son fils épousa la fille du député des Vosges Marc Mathis.

### Décoration
- Officier de la Légion d'honneur (1926)
- Chevalier de la Légion d'honneur (1908)
- Officier de l'Instruction publique[1]
- Grand officier du Nichan Iftikhar[1]
- Chevalier de l'ordre du Mérite agricole[1]
- Décoré des ordres du Cambdoge, de l'ordre de l'étoile d'Anjouan, de l'institut sténographique[1]

## Sources
- « Albert Denis », dans le Dictionnaire des parlementaires français (1889-1940), sous la direction de Jean Jolly, PUF, 1960 [détail de l’édition]
- Jean El Gammal, François Roth et Jean-Claude Delbreil, Dictionnaire des Parlementaires lorrains de la Troisième République, Serpenoise, 2006 (ISBN 2-87692-620-2 et 978-2-87692-620-2, OCLC 85885906, lire en ligne), p. 145-146